# Spider-Man (stripfiguur)
Spider-Man, bekend als Peter Benjamin Parker, is een superheld uit de gelijknamige comicserie van Marvel Comics. Hij is het geesteskind van Stan Lee en Steve Ditko en deed zijn intrede in de stripwereld in het blad 'Amazing Fantasy #15' in 1962.
In Nederland is de strip tot 1979 uitgebracht als Spinneman onder uitgeverijen Classics en Hip comics. En na 4 maanden werd de serie uitgegeven als De Spektakulaire Spiderman (vertaling van The Amazing Spider-Man) door uitgeverij Junior Press. Halverwege de jaren 80 zijn hier de series Peter Parker - De Spektakulaire Spiderman (vertaling van The Spectacular Spider-Man) en Web van Spiderman (vertaling van Web of Spider-Man) bij gekomen. Andere (3 maandelijkse specials) uitgaven rond Spider-Man door Junior press waren Spiderman Extra (jaren 80) en Spiderman special (jaren 90).
Eind jaren 90 zijn de reguliere Spider-Manseries samengebundeld tot 1 dikke maandelijkse uitgave. Sindsdien werd de naam Spider-Man in de titel (spectaculaire Spider-Man) ook op de juiste wijze geschreven, dus met verbindingsstreep tussen Spider en Man.
In maart 2007 verloor Junior Press na 28 jaar haar contract met Marvel Comics. Van april 2007 tot november 2009 werd de serie uitgegeven door Z-Press. Het laatste nummer was nummer 160, "Karaktermoord".
Van de strips werden onder andere een televisieserie (jaren 70), vijf tekenfilmseries (van jaren 70 tot meest recent 2008) en verscheidene films (waarvan in 1977 de eerste televisiefilm en in 2002, 2004, 2007, 2012, 2014, 2017, 2019 en 2021 bioscoopfilms) uitgebracht.
De Nederlandse stem van Spider-Man is Lucas van den Elshout, voorheen waren dit Levi van Kempen en Guido Spek. Ook zijn verschillende Spider-Man versies ingesproken door Thijs Römer, Buddy Vedder, Cystine Carreon, Frank Lammers en Kevin Hassing.

## Introductie van Spider-Man

### Creaties
Stan Lee en Steve Ditko staan bekend als de scheppers van Spider-Man. Maar Jack Kirby en Joe Simon beweren eveneens het personage te hebben bedacht.
In 1960 maakte Stan Lee bekend dat hij een strip wilde maken over een held waar tieners zich mee konden identificeren. Ook beweerde hij in een televisie-interview dat hij het idee voor Spider-Man kreeg toen hij een vlieg tegen een muur op zag kruipen.
Jack Kirby beweerde in 1982 dat Stan Lee slechts een kleine rol had in de creatie van Spider-Man. Volgens hem hadden hij en Joe Simon het idee voor een held genaamd “The Silver Spider”. Joe Simon schreef in 1990 in zijn autobiografie dat hij de naam Spiderman had bedacht en dat Kirby het verhaal en de superkrachten van deze nieuwe held bedacht. Dit idee toonden ze aan Stan Lee. Die vond het wel een aardig idee en gaf Kirby de opdracht voor het maken van een strip rond deze nieuwe held. Lee was echter niet tevreden met het eindresultaat en ging naar tekenaar Steve Ditko die een Spider-Man ontwierp die Lee wel aanstond.
Simon gebruikte het idee voor de Silver Spider later voor zijn eigen stripheld The Fly. Ditko gaf toe dat The Fly en zijn Spiderman erg op elkaar leken en ontwierp een geheel nieuw personage die Stan Lee de naam Spider-Man gaf.

### Spider-Mans originaliteit
Toen Spider-Man zijn intrede deed in de strips was hij nog een tiener. Dit was vrij uniek aangezien tienersuperhelden in strips destijds vaak hulpjes waren van oudere, meer ervaren superhelden. Spider-Man daarentegen werkte alleen.
De grote aantrekkingskracht van Spider-Man als superheld is gelegen in het feit dat hij (in tegenstelling tot de meeste andere superhelden) bijzonder menselijk is. Hij was ondanks zijn superkrachten nog steeds de nerd-achtige tiener/student Peter Parker, iemand waar veel jonge lezers zich perfect mee konden identificeren. Zo moest hij tijdens zijn studie een bijbaantje nemen om aan geld te komen, had relatieproblemen en nam de zorg voor zijn tante op zich.

### Schrijfwijze naam
Toen Stan Lee Spider-Man bedacht plaatste hij met opzet een liggend streepje tussen de woorden Spider en Man. Dit deed hij omdat hij Spiderman te veel vond lijken op Superman. Toch schrijven veel mensen zijn naam nog als Spiderman.
In het Nederlands werd Spider-Mans naam in de strip lange tijd vertaald als Spinneman. Toen men later geleidelijk aan de Engelse naam ging gebruiken ontwikkelde dit zich tot Spider Man (zonder liggend streepje).

## Geschiedenis

### Leven voor Spider-Man
Peter Benjamin Parker is de zoon van Richard en Mary Parker, die beiden werkten voor de CIA en later voor S.H.I.E.L.D.. Nadat zij omkwamen bij een missie werd Peter, toen nog een baby, in huis genomen door Richards oudere broer Ben Parker en zijn vrouw May Parker. Hij groeide bij hen op in de wijk Forest Hills in het stadsdeel (borough) Queens in New York.
In de loop der jaren groeide Peter uit tot een eenzame en verlegen, maar uitermate slimme tiener. Dit kwam doordat hij, in tegenstelling tot veel leeftijdsgenoten, meer interesse had in zijn opleiding en studie (vooral natuurkunde en scheikunde) dan andere zaken. Hierdoor ging Peter altijd door het leven als een 'nerd'; hij werd gepest en beging de grootste blunders.

### Oorsprong
Op een dag, tijdens een schoolexcursie naar een laboratorium, werd Peter gebeten door een radioactief bestraald spinnetje. Al gauw had hij door dat de spinnenbeet een uniek effect op hem had. Terwijl hij naar huis liep, liep hij door een onbekende achterbuurt in de stad waar hij werd lastiggevallen door een ongure bende. Toen hij de leden van deze mensen met gemak opzij duwde was Peter geschokt door zijn eigen kracht. Terwijl hij vluchtte voor de bende liep hij in de richting van een snel rijdende auto. Om deze te ontwijken sprong hij 9 meter omhoog en bleef met zijn vingertoppen aan de muur kleven. Terwijl hij langs de muur naar beneden klom werd hij toegeroepen door een man beneden in de straat. Toen ontdekte Peter dat hij ook een soort spinneninstinct had dat hem waarschuwde voor gevaar en een perfect gevoel voor evenwicht net als een echte spin.
Peter dacht echter niet meteen aan een carrière als superheld. Eerst gebruikte hij zijn krachten om geld te verdienen in gevechten. Zijn speciale Spider-Manpak en zijn naam waren slechts bedoeld om aandacht te trekken, want Spider-Man klinkt immers spannender dan Peter Parker. Daarnaast wilde hij anoniem blijven. Hij wilde namelijk niet dat zijn oom en tante het te weten kwamen.
Door zijn vele gewonnen gevechten groeide Spider-Man uit tot een kleine beroemdheid. Hij verscheen zelfs in een televisieshow. Maar na de opnamen stond hij toe dat een dief de televisiestudio uit vluchtte en deed hij geen enkele poging hem tegen te houden, aangezien hij het niet zijn probleem vond. Peter vergat direct het incident. Een paar dagen later, toen Peter thuiskwam, kreeg hij te horen dat zijn oom Ben vermoord was door een overvaller. Een politieagent vertelde hem dat de overvaller was omsingeld door de politie in een verlaten loods. Peter ging meteen, op wraak belust, naar de loods. In de loods kon hij als Spider-Man de overvaller pakken. Tot zijn schrik ontdekte hij dat het dezelfde overvaller was die hij een paar dagen eerder had laten lopen. Hij besefte dat als hij zich toen verantwoordelijker had gedragen zijn oom misschien nog geleefd had. Vervuld van spijt realiseerde hij zich dat bij grote kracht grote verantwoordelijkheden horen.

### Leven als superheld
Na zich in zijn beroemde blauw-rode pak gestoken te hebben, ging hij de criminaliteit in Manhattan te lijf, maar hij ondervond al snel dat het leven van een superheld niet over rozen gaat. Ondanks zijn goede bedoelingen wantrouwen de autoriteiten hem en is hij constant het mikpunt van de media, vooral J. Jonah Jameson, de hoofdredacteur van de krant "The Daily Bugle". Ironisch genoeg werkte Peter hier zelf ook aan mee door foto's van Spider-Man te verkopen aan de Daily Bugle.
Zoals vrijwel elke superheld maakte Spider-Man al snel vijanden. Dag in dag uit moet hij het opnemen tegen schurken als: The Green Goblin, Dr. Octopus, Vulture, Kraven the Hunter, Chameleon, Venom, Carnage, Kingpin, Hobgoblin, Electro, Rhino, Hydro-Man, Lizard en Sandman.
Zijn vrouw Mary Jane Watson en z'n tante May zijn z'n steun en toeverlaat, maar tegelijk z'n grootste zorg. Als zijn aartsrivalen ooit achter zijn geheime identiteit zouden komen, zijn zij makkelijke doelwitten. Dit is al gebleken ten tijde van Amazing Spider-Man #122, toen The Green Goblin Peters vriendin Gwen Stacy van de George Washington Bridge (ook al werd in de comic de Brooklyn Bridge getekend) gooide en haar zo vermoordde.

### "Zwarte kostuum" en de "Clone Saga"
Spider-Man werd met vele andere superhelden ontvoerd door de almachtige Beyonder om te vechten in de Secret Wars. Toen zijn kostuum kapot was probeerde hij zijn kostuum te vervangen door een zwart kostuum dat hij op de planeet van de Secret Wars vond. Dit kostuum kon elk kledingstuk vormen dat hij wilde en het maakte ook web aan. Toen het kostuum vreemd ging doen, zocht hij hulp bij Mr. Fantastic van de Fantastic Four. Deze ontdekte dat het een levend wezen was. Hij verwijderde met geweld het kostuum en hield het gevangen. De symbioot ontsnapte later en smolt samen met iemand die een hekel had aan Spider-Man namelijk Eddie Brock, ze werden Venom.
Tijdens een verhaallijn genaamd de "Clone Saga" maakte de schurk Jackal twee klonen van Spider-Man: Kaine en Ben Reilly. Reilly maakte een soort Spider-Man-kostuum om Spider-Man te helpen in zijn avonturen. De Bugle noemde hen Scarlet Spider. Kort daarna raakte Mary Jane zwanger. Peter en Mary Jane verhuisden naar Seattle omdat Peter wilde stoppen als Spider-Man om een gezin te stichten. Reilly nam de identiteit van Spider-Man over omdat de tweede Doctor Octopus de reputatie van Scarlet Spider vernietigd had. Mary Jane werd echter vergiftigd door een helper van de Green Goblin, waardoor de baby dood werd geboren (zo leek het althans, want korte tijd later nam de helper de baby mee). Toen de Green Goblin Peter probeerde te vermoorden sprong Ben Reilly voor de Goblin glider en offerde zich op voor Peter.

### Andere identiteiten
Na maanden vol avonturen werd Spider-Man beschuldigd van een moord die hij niet begaan had. Parker verruilde zijn Spider-Man-identiteit voor vier verschillende namelijk: Dusk, Hornet, Prodigy en Ricochet. Als Dusk lukte het Peter om de superschurk Trapster, die de echte dader was, te vangen en zijn naam te zuiveren. Peter nam de identiteit van Spider-Man weer aan.

### Nieuwe oorsprong en krachten
Peter kreeg een baan als leraar bij de Midtown High School. Hij leerde een geheimzinnige oude man genaamd Ezekiel kennen, die dezelfde krachten had als Peter. Hij kende Peters geheime identiteit. Hij onthulde dat Peters krachten meer waren dan enkel het bijeffect van een spinnenbeet. De Spider-Mankrachten zijn onderdeel van de zogenaamde “dieren totems”, mensen die bovennatuurlijke krachten hebben door een mystieke link met een bepaald dier. Deze krachten worden al generaties lang doorgegeven, en Peter was de volgende die voorbestemd was om een Spider-Man te worden. Ezekiel waarschuwde Peter voor de totemjager Morlun. Ezekiel bleek echter niet helemaal betrouwbaar. Hij had zichzelf via een ritueel de Spider-Mankrachten gegeven. Aangezien hij niet de voorbestemde was trok hij de aandacht van de bewaker van de Spider-Mankrachten (een enorme spin). Eerst probeerde hij de spin te laten denken dat Peter degene was die hij zocht, maar na te beseffen dat hij zelf nooit iets goeds had gedaan met zijn krachten offerde Ezekiel zich op om Peter te redden.
In het 12-delige verhaal “The Other” stierf Peter in een gevecht met Morlun, maar werd herboren met nieuwe superkrachten. In dit verhaal werd onthuld dat Spider-Mans krachten onderverdeeld zijn in “een menselijke helft” en een “spinhelft”. Tot en met nu gebruikte Peter enkel de menselijke helft. Nadat Morlun zijn menselijke helft had gedood nam zijn spinhelft het over en doodde Morlun. Daarna onderging Peter een soort metamorfose in een gesponnen cocon. In deze cocon kreeg Peter een droom waarin een stem hem vertelde dat hij nooit beseft had wat hij werkelijk was en dat hij altijd te bang was om een echte “Spider-Man” te kunnen zijn. Peter kreeg het aanbod om herboren te worden, maar dan moest hij voortaan ook zijn spinhelft accepteren naast zijn menselijke helft. Dit met het risico dat hij misschien zou veranderen in een compleet nieuw persoon. Peter stemde toe en keerde sterker dan ooit terug. Ook bleken al zijn verwondingen die hij ooit op heeft gelopen te zijn genezen.

### De Vergelders en Civil War
Spider-Man werd lid van De Vergelders, en verhuisde met zijn tante en Mary Jane naar de Stark Tower. Tijdens de “Civil War” verhaallijn maakte Peter bekend wie hij was, en koos partij voor de helden die voor de registratiewet voor supermensen waren.

### Een nieuwe dag
In deel #537 (december 2006) werd besloten om Spider-Man weer terug te laten keren naar zijn basis uit de oudere strips. In dit verhaal werd tante May dodelijk verwond door een sluipschutter. Om haar te redden, maakte Peter een deal met Mephisto; hij zou tante May genezen op voorwaarde dat het huwelijk tussen Peter en Mary Jane werd verbroken en ze beiden al hun herinneringen aan hun samenzijn zouden verliezen. Door deze deal ontstond een nieuwe realiteit waarin Peter weer single is en weer voor de Daily Bugle werkt als fotograaf, Harry Osborn nooit is overleden, en Peter niet meer zijn krachten die hij had verkregen in 'The Other' bezit. Wel is Spider-Man nog lid van de Vergelders.

## Superkrachten

### Oorspronkelijke
- Toegenomen kracht en uithoudingsvermogen:

Spider-Man beschikt over toegenomen kracht en uithoudingsvermogen. Hoe sterk hij precies is varieert per verhaal, maar wel staat vast dat hij zich tijdens gevechten moet inhouden omdat hij anders iemand zou kunnen doden. Verder geneest hij snel van verwondingen (niet zo snel als Wolverine, maar toch sneller dan een gewoon mens) en is al meerdere malen genezen van verwondingen die voor een normaal mens dodelijk zouden zijn. Daarnaast kan Spider-Man extra ver springen en op korte afstanden rennen met supersnelheid.
- Spin-reflexen en lenigheid

Spider-Mans reflexen zijn ongeveer vijftien keer groter dan die van een gewoon mens. Het stelt hem in staat vrijwel elke aanval en zelfs kogels te ontwijken. Na “The Other” namen deze reflexen nog verder toe en reageerden direct op zijn spinnenzintuig.
- Spinnenzintuig

Spider-Man bezit een extra zintuig (in de Engelse strips “Spider-Sense” genoemd) waarmee hij gevaar kan zien aankomen. Als er gevaar dreigt “voelt” hij dit aan een soort getintel in zijn hoofd. De mate waarin hij dit voelt bepaalt hoe direct het gevaar is. Als een vijand wel in de buurt is, maar geen direct gevaar vormt voelt Spider-Man slechts een licht getintel. Echter: als het gevaar enorm groot is kan het getintel zelfs pijnlijke vormen aannemen. Dit spinnenzintuig helpt Spider-Man eveneens om aanvallen te ontwijken en om via weblijnen rond te slingeren met slechts minimale concentratie. 
 In de loop der jaren zijn er een paar vijanden geweest die erin zijn geslaagd Spider-Mans spinnenzintuig te misleiden of zelfs te ontlopen. Voorbeelden zijn de Green Goblin (via een speciaal gas), Venom, Mysterio en Kraven the Hunter.
- Muurkruipen

Spider-Man is in staat tegen muren en plafonds op te kruipen. Eerst kon hij alleen met zijn voeten en handen aan een oppervlak blijven hangen, maar later ook met zijn rug. De kracht van de hechting tussen hem en een oppervlak is zeker bij ruwe oppervlaktes zeer sterk. Als Spider-Man niet vrijwillig loslaat, maar van een muur wordt afgetrokken komen er vaak stukken muur mee. Echter: met gladde oppervlaktes heeft hij meer moeite. Deze aantrekkingskracht op muren werkt ook door dunne lagen kleding heen, zoals zijn kostuum.

### Na “The Other”
De volgende krachten heeft Spider-Man gekregen in de verhaallijn "The Other" en weer verloren in "Een nieuwe dag":
- Arthropod Communication

Mentaal communiceren met geleedpotigen (in elk geval spinnen en insecten).
- Organisch web

Spider-Man kan een web afschieten vanuit zijn polsen.
- Nachtzicht

Spider-Man beschikt over nachtzicht waarmee hij ook in het donker kan zien.
- Angels

een van Spider-Mans eerste nieuwe krachten die hij in “The Other” verkreeg waren giftige angels die uit zijn polsen tevoorschijn kwamen. Dit gebeurde toen zijn spinnenhelft het overnam en Morlun doodde. Spider-Man kan deze angels niet bewust oproepen. Ze verschijnen alleen als een soort reflex.

## Kostuums
Spider-Man heeft in zijn loopbaan als superheld al heel wat verschillende kostuums versleten. Een overzicht:
OrigineelSpider-Mans bekendste kostuum is en blijft zijn rode en blauwe pak. Hoewel het ontwerp ervan ietwat veranderd is in de loop der jaren, blijft het toch herkenbaar en is daarom Spider-Mans vaste handelsmerk. Uniek aan Spider-Mans kostuum is dat het zijn gehele lichaam bedekt en geen enkel deel van zijn lichaam zichtbaar laat zoals bij de meeste ander superheldenkostuums.
Zwarte kostuumIn een verhaal getiteld “Secret Wars” kreeg Spider-Man op een andere planeet een nieuw zwart kostuum. Dit kostuum bood Spider-Man extra mogelijkheden zoals toegenomen kracht en ongelimiteerd web. Echter, na te ontdekken dat het pak eigenlijk een buitenaardse symbiont was ontdeed Spider-Man zich van dit wezen, wat vervolgens samen met journalist Eddie Brock versmolt tot Venom. Dit zwarte kostuum deed ook mee in de film Spider-Man 3.
Toen na afloop van het verhaal Civil War tante May werd neergeschoten, trok Spider-Man wederom een zwart kostuum aan gelijk aan het eerste zwarte pak. Dit om duidelijk te maken dat hij het de schutter betaald zou zetten.
Fantastic Four & DaredevilNadat Spider-Man zich van de symbiont had ontdaan leende de Human Torch hem een pak van de Fantastic Four, wat Spider-Man tijdelijk gebruikte. Ook droeg Spider-Man een keer Daredevils pak om mensen te laten geloven dat Daredevil en Matt Murdock twee verschillende personen waren en zo Daredevils identiteit te beschermen.
Protective GearIn Web of Spider-Man 100 gebruikte Spider-Man een zilverkleurig gepantserd pak gemaakt van hetzelfde materiaal als zijn kunstmatige webben. In The Amazing Spider-Man #425 gebruikte hij een geïsoleerd pak om Electro te bevechten.
Andere identiteitenGedurende de Identity Crisis verhaallijn gebruikte Spider-Man vier verschillende kostuums: die van Hornet, Dusk, Ricochet en Prodigy. Deze kostuums werden later ook door anderen gebruikt.
Iron SpiderNa te zijn herboren in “The Other” ontwierp Iron Man een nieuw pak voor Spider-Man gebaseerd op zijn eigen kostuum. Net als Ironmans pak was dit Iron Spider kostuum rood en geel en voorzien van allerlei gadgets. Zo bevatte het pak drie mechanische spinnenpoten die Spider-Man als extra wapens kon gebruiken. Tevens bevatten deze poten camera’s om rond een hoek te kunnen kijken. Het pak bood verder beperkte bescherming tegen kogels, had een ingebouwde politiescanner, infrarood/ultraviolet zicht en een camouflage systeem. Het pak kon zich verder aanpassen om te lijken op Spider-Mans oudere kostuums of burger kleren. Spider-Man gebruikte dit kostuum tot aan het verhaal "Civil War".

## Apparatuur
Peter Parker ontwierp voor zichzelf enkele gadgets en hulpmiddelen om hem te helpen in zijn strijd tegen de misdaad:
Web schietersDeze armbanden om Spider-Mans polsen kunnen kunstmatige webben afschieten. Deze webben blijven ongeveer een uur bestaan, daarna lossen ze op.
Spider-tracersDeze kleine zendertjes zenden een speciaal radiosignaal uit dat Spider-Man in eerste instantie opving met een speciaal ontwikkelde ontvanger. Later ontdekte hij dat als hij de frequentie veranderde hij het signaal ook kan opvangen met zijn spinnenzintuig. Spider-Man gebruikt ze om vijanden op te sporen en overal te kunnen volgen.

## Nevenpersonages

### Spider-Mans relaties
- Liz Allan: Liz Allan was Peters eerste crush. Later werd ze de vrouw van Harry Osborn.
- Betty Brant: In de eerste paar stripboeken uit "The Amazing Spider-Man" had Peter een nogal korte relatie met de secretaresse van J.Jonah Jameson. Maar dit liep al snel fout vanwege veel misverstanden tussen de twee.
- Gwen Stacy: klasgenoot (Empire State University) van Peter Parker, gedood door The Green Goblin.
- Mary Jane Watson: nichtje van de vriendin van tante May. Na Gwens dood - en Peters rouwperiode - groeiden feestbeest Mary Jane en Peter dichter naar elkaar toe en in Amazing Spider-Man Annual #21 trouwden ze met elkaar.
- Black Cat: Felicia Hardy is de Black Cat, een dievegge. Samen met Spider-Man heeft ze vele avonturen beleefd en alhoewel ze verliefd werd op Spider-Man, kan ze er niet goed tegen om de man achter het masker te zien en mede daardoor loopt deze relatie op niets uit.

### Familie en kennissen
Peter is opgevoed door zijn Oom Ben en Tante May. Hij was jarenlang goede vrienden met Harry Osborn.

### Vijanden van Spider-Man
Er zijn heel veel vijanden van Spider-Man, zoals Green Goblin, Hobgoblin, Venom, Dr. Octopus, Sandman, Lizard, Shocker, Shrieker, Carnage, Rhino, Kingpin, Scorpion, Vulture, Electro en Mysterio.

## Ultimate Spider-Man
In de Ultimate Marvel strips heeft Spider-Man een andere oorsprong. Deze is weliswaar geïnspireerd door de originele verhalen, maar toch anders. In de Ultimate Marvel Strips verkrijgt Spider-Man zijn krachten na te zijn gebeten door een genetisch gemanipuleerde spin tijdens een uitstapje naar Osborn Industries, het bedrijf van Norman Osborn (de Green Goblin). In plaats van te sterven aan de gevolgen van de beet, verkrijgt Peter de vaardigheden van de spin zoals tegen muren opkruipen, supersnelle reflexen en een “spider-sense”. Omdat Peter zijn nieuwe krachten niet kent breekt hij per ongeluk de hand van een klasgenoot. Om de ziekenhuisrekening te kunnen betalen gebruikt hij zijn krachten om geld te verdienen met worstelen. Dan wordt Peters oom Ben vermoord door een inbreker die Peter eerder liet lopen. Dit zet hem ertoe aan de misdaad te gaan bevechten als Spider-Man.
Ultimate Spider-Man was de eerste strip in de nieuwe reeks Ultimate Marvel, waarin veel Marvel stripfiguren een nieuwe oorsprong hebben. Net als in de beginjaren van de originele strip is Peter in Ultimate Spider-Man nog een tiener, die moeite heeft zijn leven als superheld te combineren met school, zijn tante May en zijn vriendin Mary Jane.

## In andere media

### Liveaction-bioscoopfilms
| Titel                       | Jaar | Spider-Man-acteur | Regisseur                  |
| --------------------------- | ---- | ----------------- | -------------------------- |
| Spider-Man                  | 2002 | Tobey Maguire     | Sam Raimi                  |
| Spider-Man 2                | 2004 | Tobey Maguire     | Sam Raimi                  |
| Spider-Man 3                | 2007 | Tobey Maguire     | Sam Raimi                  |
| The Amazing Spider-Man      | 2012 | Andrew Garfield   | Marc Webb                  |
| The Amazing Spider-Man 2    | 2014 | Andrew Garfield   | Marc Webb                  |
| Captain America: Civil War  | 2016 | Tom Holland       | Anthony Russo en Joe Russo |
| Spider-Man: Homecoming      | 2017 | Tom Holland       | Jon Watts                  |
| Avengers: Infinity War      | 2018 | Tom Holland       | Anthony Russo en Joe Russo |
| Avengers: Endgame           | 2019 | Tom Holland       | Anthony Russo en Joe Russo |
| Spider-Man: Far From Home   | 2019 | Tom Holland       | Jon Watts                  |
| Venom: Let There Be Carnage | 2021 | Tom Holland       | Andy Serkis                |
| Spider-Man: No Way Home     | 2021 | Tom Holland       | Jon watts                  |
| Spider-Man: No Way Home     | 2021 | Andrew Garfield   | Jon watts                  |
| Spider-Man: No Way Home     | 2021 | Tobey Maguire     | Jon watts                  |

### Televisieseries
- Spider-Man (televisieserie uit 1967) - de eerste animatieserie die liep van 1967 tot 1970.
- Spidey Super Stories - een live-action televisieserie uit 1974.
- The Amazing Spider-Man (televisieserie) - een live-action televisieserie uit 1977.
- Spider-Man (tokusatsu) - een Japanse live-action serie gebaseerd op de Spider-Man strips. Het verhaal van de serie had echter niets te maken met de Marvel Comic strips en ook niet met de Manga versie van Spider-Man.
- Spider-Man (televisieserie uit 1981) - de tweede animatieserie
- Spider-Man and His Amazing Friends - een derde animatieserie die liep van 1981 tot 1983.
- Spider-Man (televisieserie uit 1994) - met 65 afleveringen de tot nu toe langste animatieserie. De serie liep van 1994 tot 1998.
- Spider-Man Unlimited - deze animatieserie speelde zich af op een alternatieve Aarde. De serie liep slechts 1 seizoen.
- Spider-Man: The New Animated Series - deze met de computer getekende serie kwam uit in 2003 en ging verder waar de eerste live-action film ophield. De serie hield echter geen rekening met mogelijke vervolgen op de film.
- The Spectacular Spider-Man (animatieserie) - uitgezonden in 2008
- Ultimate Spider-Man (animatieserie) - uitgezonden vanaf april 2012

### Marvel Cinematic Universe
Peter Parker verschijnt als kleine jongen met Iron Man-helm op in Iron Man 2, sinds 2016 verscheen het personage officieel in de Marvel Cinematic Universe en wordt vertolkt door Tom Holland. Peter Benjamin Parker is een student op de middelbare school en een superheld met spin-achtige vaardigheden, die misdaad bestrijdt als zijn alter ego Spider-Man. Nadat hij zijn vaardigheden had verkregen door de beet van een spin, koos Parker ervoor om Queens te beschermen tegen de misdaad met zijn krachten en te stoppen met het onmogelijke jongleren tussen zijn taken als superheld en de eisen van zijn middelbareschoolleven. Ondanks zijn inspanningen om zijn identiteit geheim te houden voor de wereld, werd hij gevonden en gerekruteerd door Tony Stark in Captain America: Civil War, terwijl hij een nieuw pak en technologie verwierf in ruil voor zijn hulp.
Na zijn ontmoeting met de Avengers liet Stark Parker toe om zijn Spider-Manpak te behouden. Parker smeedde een reputatie voor zichzelf in New York en werd een bekende lokale held. Later ontdekte hij een groep criminelen onder leiding van de Vulture, die geavanceerde wapens van gestolen Chitauri- technologie maakten en probeerde Spider-Man de Vulture te verslaan om te bewijzen dat hij het waard was een Avenger te zijn. Pas na het verslaan van Vulture ontdekte Parker de ware verantwoordelijkheden van een held, dus besloot hij het aanbod van Stark om lid te worden van de Avengers te weigeren om de kleine man te blijven helpen hoe hij maar kon.
In Avengers: Infinity War zag Peter, terwijl hij op een schoolbus zat, dat Stephen Strange en Tony Stark werden aangevallen door Ebony Maw en Cull Obsidian. Peter besloot de twee te helpen. Ebony Maw krijgt Strange bewusteloos en neemt hem mee op een van Thanos zijn schepen, hierdoor belanden Spider-Man en Iron Man op het schip om Strange te redden. Hier krijgt Spider-Man voor het eerst het Iron Spider pak.
Beiden weten uiteindelijk Doctor Strange te redden van Ebony Maw. Vanaf dat moment wordt Parker officieel door Stark tot Avenger benoemd. Samen besluit het trio om naar Titan te gaan om Thanos te bevechten. Toen de drie op Titan arriveerden, werden ze aangevallen door Star-Lord, Drax en Mantis, nadat ze elkaar per ongeluk aanzagen voor handlangers van Thanos. Na een kort gevecht besluiten ze met z'n allen samen te gaan werken tegen Thanos. De groep verliest uiteindelijk de strijd en Thanos heeft alle zes de oneindigheidsstenen in handen en roeit de helft van de mensheid uit. Hierdoor verpulvert Peter langzaam tot as in de armen van Tony. Vijf jaar later gaan de overgebleven Avengers op missie om terug in de tijd te gaan om zo de oneindigheidsstenen eerder dan Thanos te bemachtigen, en daarmee zijn daden ongedaan te maken. Dit lukt waardoor Spider-Man weer tot leven komt, samen met alle Avengers die leefden. Eenmaal teruggekeerd strijden ze tegen Thanos en zijn leger. Ze winnen uiteindelijk het gevecht. Een paar maanden daarna gaat Spider-Man op vakantie, maar Nick Fury wil dat hij hem helpt om een groep genaamd The Elementals te stoppen. Peter en zijn klasgenoten gaan naar Venetië waar ze worden aangevallen door de Water Elemental. Ze worden gered door een held genaamd Mysterio (Quentin Beck), die voor Nick Fury werkt. Nick Fury wil nog steeds dat hij meekomt naar Praag maar Spider-Man weigert alweer. Peter en zijn klasgenoten waren van plan om naar Parijs te gaan, waar Peter MJ de liefde wil verklaren, maar worden naar Praag gebracht door Nick Fury. Peter probeert ondertussen de bril van Tony Stark uit met een AI genaamd E.D.I.T.H. en vermoord bijna Brad, zijn klasgenoot die ook verliefd is op MJ. In Praag regelt Peter een afleiding voor zijn klas waardoor hij met een nieuw zwartkleurig pak Mysterio kan helpen de Lava Elemental te verslaan. Dit lukt maar Mysterio komt bijna om het leven. Peter geeft Beck de E.D.I.T.H. Bril. Beck blijkt dan een superschurk en oud Stark Industries medewerker te zijn die op de bril van Tony Stark uit was. Peter weet dit nog niet en wil de liefde aan MJ verklaren, maar MJ denkt dat hij wil vertellen dat hij Spider-Man is en ze onthult dat ze dat al een tijdje wist. Ze komen er samen achter dat Mysterio een superschurk is en samen met Peters beste vriend Ned kunnen ze zorgen dat Peter naar Berlijn kan om Nick Fury te waarschuwen. Hij heeft een kort gevecht met Beck die drones gebruikt voor illusies en wordt dan aangereden door een trein. Hij komt in het Nederlandse plaatsje Broek op Langedijk terecht en wordt opgehaald door Happy Hogan. Hij maakt een nieuw pak en gaat de confrontatie aan met Quentin Beck die een illusie van een Elemental fusie op Londen heeft gezet. Hij verslaat Beck door te vertrouwen op zijn Peter-Tingle in plaats van zijn oren en ogen. Beck wordt geraakt door een aantal kogels van zijn drones en komt daarbij om het leven. Peter krijgt de E.D.I.T.H Bril terug en gebruikt de ze om de Drones weg te sturen. Peter en MJ ontmoeten elkaar iets later op de Londen Tower Bridge en verklaren elkaar de liefde. Na een paar dagen hebben ze een date. In de Post-Credits Scene wordt er een video door de Daily Bugle onthult met bewerkte beelden van het gevecht van Spider-Man en Mysterio. Hierin wordt er gezegd dat hij een moordenaar is en wordt zijn naam onthuld. Spider-Man is de zien in de volgende MCU-producties:
- Iron Man 2 (2010) (gespeeld door Max Favreau)
- Captain America: Civil War (2016)
- Spider-Man: Homecoming (2017)
- Avengers: Infinity War (2018)
- Avengers: Endgame (2019)
- Spider-Man: Far From Home (2019)
- What If...? (2021) (stem ingesproken door Hudson Thames) (Disney+)
- Venom: Let There Be Carnage (2021) (Post-credit scene; waarvan alleen deze scene deel is van de MCU)
- Spider-Man: No Way Home (2021)
- Your Friendly Neighborhood Spider-Man (2025) (stem ingesproken door Hudson Thames) (Disney+)

### Overig
- Spider-Man: Turn Off the Dark: een Broadway-rockmusical uit 2011.
- Venom en Venom: Let There Be Carnage, twee spin-off live-action bioscoopfilms uit 2018 en 2021 (met Tom Holland als Spider-Man in de post-credit scene van Venom: Let There Be Carnage).
- Spider-Man: Into the Spider-Verse een animatie-bioscoopfilm uit 2018 (met Jake Johnson als Peter B. Parker, John Mulaney als Peter Porker / Spider-Ham, Kimiko Glenn als Peni Parker, Nicolas Cage als Spider-Man Noir, Chris Pine als Peter Parker en Jorma Taccone als Spider-Man 1967).
- Spider-Man: Across the Spider-Verse een animatie-bioscoopfilm en vervolgfilm uit 2023 (met Jake Johnson als Peter B. Parker, Jack Quaid als Peter Parker / The Lizard van Gwen Stacy / Spider-Woman's universe, Jorma Tacconne als Spider-Man 1967, Nic Novicki als Lego Spider-Man, Josh Keaton als The Spectacular Spider-Man, Yuri Lowenthal als Insomniac Spider-Man en Kimoko Glenn als Peni Parker). Archief live-action beelden van Tobey Maguire uit Spider-Man (2002) en Andrew Garfield uit The Amazing Spider-Man (2012) worden ook gebruikt in de film. Tevens zijn de stemmen van Nicolas Cage als Spider-Man Noir en John Mulaney als Peter Porker / Spider-Ham te horen vanuit archief materiaal van Spider-Man: Into the Spider-Verse (2018).

## Trivia
- Spider-Man is een vrijspeelbaar personage in het videospel Tony Hawk's Pro Skater 2.
- De naam "Richard Parker" is tevens de naam van de Bengaalse tijger in Life of Pi.